# نهر رزين
نهر رزين: من أنهار بغداد القديمة، الذي يجري في الجانب الغربي من بغداد، يحمل ماؤه من نهر كرخايا، في ربض حميد فيدور فيه ثم ينتهي إلى سويقة أبي الورد. ثم يمر إلى بركة زلزل، فيدور فيها، ثم يمضي إلى باب طاق الحراني، ثم يصب في الصراة أسفل من القنطرة الجديدة. واذا صار نهر رزين بباب سويقة أبي الورد، يحمل منه نهر يعبَّر في عبارة على قنطرة العتيقة، فيمر إلى شارع باب الكوفة، فيدخل من هناك إلى مدينة المنصور. ويمر النهر من باب الكوفة إلى شارع القحاطبة، ثم إلى باب الشام، ويمر في شارع الجسر إلى الزبيدية فيفنى هناك. وأشار الجغرافي محمد مكية في كتابه بغداد، ان هناك نهر يتفرع من الضفة اليسرى لنهر رزين بازاء باب الكوفة، يسمى نهر باب الشام.

## انظر ايضاً
- أنهار بغداد القديمة